# Франк Бауманн
Франк Бауманн (нім. Frank Baumann, нар. 29 жовтня 1975, Вюрцбург) — колишній німецький футболіст. Був здатний зіграти як ззаду в півзахисті, так і чистого центрального захисника. Був добре відомий своєю жорсткою опікою і захисним становищем на поле з дуже рідкісними підключеннями до атаки.
Виступав за клуби «Нюрнберг» та «Вердер», а також національну збірну Німеччини.

## Клубна кар'єра
Народився 29 жовтня 1975 року в місті Вюрцбург, міський район Громбюль в родині Барбари і Йозефа Бауманн. Його батько був в той час працював тренером районної футбольної команди ТСК «Громбюль» і почав займатися зі своїм сином, як тільки той став здатний бити по м'ячу. Спершу на звичайних польових луках, потім на футбольних майданчиках. У гру була залучена вся сім'я — двоюрідні брати Франка також обожнювали цей вид спорту. У п'ять років батько привів хлопчика на тренування в команду — з тих пір Бауманн став грати за ТСК «Громбюль». В п'ятнадцять років Франку надійшла пропозиція від академії «Нюрнберга», куди хлопець і перейшов та поступово зміг пробитися в основу. Паралельно Бауманн продовжував навчання у школі і отримав додаткову професію. Такою професією Франк обрав соціальне страхування, пішовши таким чином знову ж по стопах батька, який працює також в області страхування.

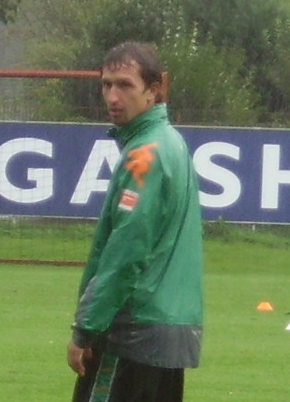
Франк Бауманн під час тренування. 2006 рік.

Перший рік в основі «Нюрнберга», що грав у Другій Бундеслізі, був для Франка вельми успішним, і це привело до інтересу з боку клубів першої Бундесліги, зокрема «Вердера», однак Франк вирішив залишитися «Нюрнберзі». Але так як переговори були дуже душевними, Бауманн вирішив написати листа керівництву бременців, в якому пояснив свої мотиви, пообіцявши подумати про цю пропозицію в наступному сезоні.
За підсумками сезону 1997/98 «Нюрнберг» отримав право грати у Бундеслізі, де у наступному сезоні і дебютував Франк, продовжуючи лишатись лідером команди. Навесні 1999 року «Вердер» знову зробив пропозицію гравцю. Тренер бременців Фелікс Магат спробував поговорити з Франком, але той явно дав зрозуміти, що залишати «Нюрнберг» поки не збирається. Адже у його команди були всі шанси залишитися в Бундеслізі, а «Вердеру» тим часом загрожував виліт.
Але все склалося зовсім інакше. «Вердер» за два дні до фінального матчу сезону забезпечив собі місце в бундеслізі на наступний сезон, а «Нюрнберг» в останньому турі, маючи величезну перевагу, примудрився все ж вилетіти у другу бундеслігу. Антигероєм того матчу став саме Франк Бауманн. Його команді вистачило б в той день і нічиєї, щоб залишитися. У цьому турі на  «Франкенштадіон» приїжджав «Фрайбург». Команда Бауманна програвала 1:2 і на 90 хвилині саме Бауманн упустив чудову нагоду зрівняти рахунок і забезпечити своїй команді прописку в еліті: Франк залишився з м'ячем перед порожніми воротами і пробив повз них. Після цього Франк не знав, що йому вибрати. З одного боку, він став безпосередньою причиною покидання «Нюрнбергом» Бундесліги і, слідуючи своїй совісті, хотів допомогти команді у важкий час. З іншого боку, Бауманн розумів, що якщо він залишиться, то його кар'єрі в національній збірній прийде кінець.
В кінці сезону телефон Франка не змовкає — незважаючи на ту сцену в фінальному матчі, імідж Бауманна серед команд був все ще на висоті, тому багато хто намагався отримати захисника до своїх лав. Серед всіх тих, що дзвонили був і новий наставник «Вердера» Томас Шааф. Він дзвонив практично кожен день, і через тиждень Франк зважився на зустріч з новим тренером «Вердера». Розмова йому сподобався, незважаючи на те, що Томас тільки вступив на посаду, у нього був чіткий план з розвитку своєї нової команди, включаючи і Франка. Тому через кілька днів після цієї зустрічі Бауманн вирішив перейти в «Вердер». Тим більше що наступний сезон команда починала в Кубку УЄФА, так як стала переможцем в Кубку Німеччини.

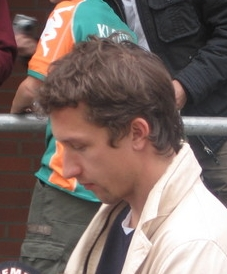
Франк Бауманн у 2007 році

Перейшовши в липні 1999 року до бременського клубу, вже через рік Бауманн отримав капітанську пов'язку своєї нової команди. Більш досвідчені гравці зі своїх причин не захотіли брати на себе відповідальність і надали цю справу молодим. У голосуванні переміг Бауманн, набравши трохи більше голосів, ніж Франк Рост. Цей 2000 рік склався для Франка взагалі дуже вдало — в особистому плані він став батьком, в кар'єрному плані — капітаном, а також не зважаючи на те що Франк був захисником, в тому сезоні він забив цілих 5 голів.
Після чемпіонату світу 2002 року і хорошого сезону з «Вердером» Бауманну стали надходити пропозиції від інших клубів. «Вердер» вже покинули такі гравці як Франк Рост і Торстен Фрінгс, але Бауманн, незважаючи на пропозиції від «Кайзерслаутерна» залишився у складі зелено-білих і не помилився. У 2004 році «Вердер» не тільки став чемпіоном Німеччини, а й виграв Кубок країни. В подальшому у 2006 році він з командою став володарем кубка німецької ліги, а у сезоні 2008/09 вдруге з командою здобув Кубок Німеччини. Відразу після цього Бауманн завершив професійну кар'єру футболіста.

## Виступи за збірну
У 1996—1998 роках виступав за молодіжну збірну Німеччини, разом з якою був учасником молодіжного Євро-1998.
14 листопада 1999 року дебютував в офіційних іграх у складі національної збірної Німеччини в виграному 1:0 матчі проти збірної Норвегії.
У складі збірної був учасником розіграшу Кубка конфедерацій 1999 року у Мексиці, але на поле не виходив, чемпіонату світу 2002 року в Японії і Південній Кореї, де з'явився на полі в матчі 1/8 фіналу проти збірної Парагваю і разом з командою здобув «срібло», та чемпіонату Європи 2004 року у Португалії, де вийшов на поле в двох матчах.
Протягом кар'єри у національній команді, яка тривала 7 років, провів у формі головної команди країни 28 матчів, забивши 2 голи.

## Подальше життя
З 2009 року працював асистентом спортивного директора «Вердера» Клауса Аллофса. В подальшому працював у скаутському відділі бременців.
У травні 2016 року був призначений новим спортивним директором «Вердера».

## Статистика
| Чемпіонат | Чемпіонат  | Чемпіонат             | Ліга | Ліга |
| Сезон     | Клуб       | Ліга                  | Ігри | Голи |
| Німеччина | Німеччина  | Німеччина             | Ліга | Ліга |
| --------- | ---------- | --------------------- | ---- | ---- |
| 1994/95   | «Нюрнберг» | Друга Бундесліга (ІІ) | 5    | 0    |
| 1995/96   | «Нюрнберг» | Друга Бундесліга (ІІ) | 31   | 5    |
| 1996/97   | «Нюрнберг» | Регіоналліга (ІІІ)    | 32   | 5    |
| 1997/98   | «Нюрнберг» | Друга Бундесліга (ІІ) | 32   | 0    |
| 1998/99   | «Нюрнберг» | Бундесліга            | 30   | 1    |
| 1999/00   | «Вердер»   | Бундесліга            | 32   | 5    |
| 2000/01   | «Вердер»   | Бундесліга            | 30   | 2    |
| 2001/02   | «Вердер»   | Бундесліга            | 34   | 1    |
| 2002/03   | «Вердер»   | Бундесліга            | 24   | 0    |
| 2003/04   | «Вердер»   | Бундесліга            | 32   | 2    |
| 2004/05   | «Вердер»   | Бундесліга            | 22   | 1    |
| 2005/06   | «Вердер»   | Бундесліга            | 19   | 2    |
| 2006/07   | «Вердер»   | Бундесліга            | 17   | 0    |
| 2007/08   | «Вердер»   | Бундесліга            | 23   | 1    |
| 2008/09   | «Вердер»   | Бундесліга            | 27   | 1    |
| Всього    | Всього     | Всього                | 390  | 26   |

| Збірна Німеччини | Збірна Німеччини | Збірна Німеччини |
| Роки             | Ігри             | Голи             |
| ---------------- | ---------------- | ---------------- |
| 1999             | 1                | 0                |
| 2000             | 2                | 0                |
| 2001             | 4                | 2                |
| 2002             | 6                | 0                |
| 2003             | 8                | 0                |
| 2004             | 6                | 0                |
| 2005             | 1                | 0                |
| Всього           | 28               | 2                |

## Титули і досягнення
- Чемпіон Німеччини (1):

«Вердер»: 2003–04
- Володар Кубка Німеччини (2):

«Вердер»: 2003–04, 2008–09
- Володар Кубка німецької ліги (1):

«Вердер»: 2006
- Віце-чемпіон світу: 2002